# Джениш (Лейлекский район)
Джениш (другое название — Чоюнчу) (кирг. Жеңиш) — село в Лейлекском районе Баткенской области Кыргызстана. Входит в состав Ак-Сууского аильного округа.
Расположено на юго-западе Кыргызстана, вблизи границы с Таджикистаном.
Согласно переписи на начало 2023 года, население села составляло 1821 человек